# 供體淋巴細胞輸注
供體淋巴細胞輸注（英語：Donor lymphocyte infusion）是一種於造血幹細胞移植之後採用的過繼性免疫療法。  

## 歷史
骨髓移植存在复发可能，需要进行第二次骨髓移植，第二次骨髓移植亦存在併發症風險。供體淋巴細胞輸注通過淋巴細胞輸注來降低復發风险，可降低患者進行再次進行骨髓移植的概率。

## 流程
供體淋巴細胞輸注利用的是來自同一幹細胞捐贈者的淋巴細胞的抗腫瘤效應來維持原來移植的幹細胞的活性。 這些供體的白細胞包含有免疫系統裏面可以識別和消滅癌細胞。
这种疗法的目的是通過一個叫移植物抵抗宿主腫瘤效應(graft-versus-tumor)的過程來誘導患者抵抗癌症復發。供體的T細胞可以攻擊和控制殘留的癌細胞，產生移植物抵抗宿主腫瘤效應。希望可以通過供體白細胞輸注獲得移植物抵抗宿主腫瘤效應而達到防止患者的癌症復發。
患者需要在淋巴細胞輸注之前接受化療以減少癌細胞的數目。

## 併發症
供體淋巴細胞輸注的併發症包括急性和慢性移植物抗宿主病和骨髓再生不全，從而導致免疫系統抑制，患者成爲機會性感染的易感者。

## 擴展閱讀
- Thomas' Hematopoietic Cell Transplantation, ed. Blume KG, Forman SJ, Appelbaum FR. Blackwell Publishers, Cambridge, MA: 2004. ISBN 1-4051-1256-5.